# Erich Waschneck
Erich Johannes Waschneck (* 29. April 1887 in Grimma; † 22. September 1970 in Berlin) war ein deutscher Kameramann, Filmregisseur, Drehbuchautor und Filmproduzent.

## Leben
Erich Waschneck war der Sohn des Schmiedemeisters Karl Hermann Waschneck und seiner Frau Therese Emilie, geborene Schneider. Nach dem Abitur ging er an die Leipziger Kunstakademie und studierte zunächst Malerei. Ab 1907 kam er in Kontakt mit der Filmbranche, als er begann, Plakate für das Medium zu malen. Er arbeitete dann als Standfotograf und später als Kameraassistent bei Kameramann Fritz Arno Wagner.
1921 folgte seine erste eigenständige Arbeit als Kameramann bei der Adaption des Märchens Der kleine Muck von Wilhelm Hauff. Bis 1924 war er an zahlreichen weiteren Produktionen als Kameramann beteiligt.
Ab 1924 wechselte Waschneck ins Regiefach: Seine erste Regiearbeit war der Spielfilm Kampf um die Scholle (1925), bei dem er auch am Drehbuch mitschrieb. Sein Film Acht Mädels im Boot (1932) erhielt die Goldmedaille bei den Filmfestspielen in Venedig. 1932 wurde er Geschäftsführer der Fanal-Film-Produktion GmbH in Berlin und Filmproduzent. Nach der „Machtergreifung“ der Nationalsozialisten trat Waschneck am 4. April 1933 der Nationalsozialistischen Betriebszellenorganisation deutschstämmiger Filmregisseure bei. 1940 drehte er den antisemitischen Propagandafilm Die Rothschilds.
Nach Kriegsende konnte Waschneck nur noch bei zwei Filmen Regie führen.
Er war ab 1933 mit der Schauspielerin Karin Hardt verheiratet. Waschneck wurde auf dem Alten Friedhof Wannsee beigesetzt.

## Filmografie

### Kamera
- 1921: Der verlorene Schatten (zusammen mit Karl Freund)
- 1921: Der kleine Muck
- 1921: Die Rache einer Frau
- 1921: Das Opfer der Ellen Larsen (zusammen mit Karl Dennert)
- 1921: Die Perle des Orients (zusammen mit Willibald Gaebel)
- 1921: Sturmflut des Lebens
- 1921: Amor am Steuer
- 1922: Bardame (zusammen mit Fritz Arno Wagner)
- 1922: Das Mädel mit der Maske
- 1923: Dämon Zirkus (zusammen mit Eugen Hrich)
- 1923: Ein Glas Wasser (zusammen mit Günther Krampf)
- 1923: Die Kette klirrt
- 1923: Das Geheimnis des Renngrafen
- 1923: Buddenbrooks (zusammen mit Herbert Stephan)
- 1924: Das Haus am Meer (zusammen mit Alfredo Lenci)
- 1924: Neuland oder Das glückhaft Schiff (zusammen mit Curt Helling, Helmar Lerski, Theodor Sparkuhl)
- 1924: Vitus Thavons Generalcoup / Der gestohlene Professor (zusammen mit Friedl Behn-Grund)

### Regie, Drehbuch und Produktion
Wo nicht anders erwähnt, hat Waschneck bei allen der folgenden Filme Regie geführt
- 1924: Kampf um die Scholle (auch Drehbuch, zusammen mit Willy Rath)
- 1925: Mein Freund, der Chauffeur (auch Drehbuch, zusammen mit Hans Behrendt)
- 1926: Der Mann im Feuer (auch Drehbuch, zusammen mit Armin Petersen)
- 1927: Brennende Grenze
- 1927: Regine. Die Tragödie einer Frau (auch Drehbuch mit Ernst B. Fey, und Produktion)
- 1927: Die Frau mit dem Weltrekord (auch Produktion)
- 1928: Die geheime Macht (auch Drehbuch, zusammen mit Bobby E. Lüthge)
- 1928: Die Carmen von St. Pauli (auch Drehbuch, zusammen mit Bobby E. Lüthge)
- 1928: Skandal in Baden-Baden
- 1929: Diane
- 1929: Die Liebe der Brüder Rott
- 1929: Der Günstling von Schönbrunn
- 1929: Die Drei um Edith
- 1930: Va banque
- 1930: Das alte Lied
- 1930: Zwei Menschen
- 1932: Acht Mädels im Boot (auch Produktion, zusammen mit Hermann Grund)
- 1932: An heiligen Wassern (auch Drehbuch mit Franz Winterstein, und Produktion)
- 1932: Unmögliche Liebe (auch Drehbuch, zusammen mit Franz Winterstein)
- 1933: Hände aus dem Dunkel (auch Drehbuch, mit Franz Winterstein und Hans Jacoby)
- 1933: Abel mit der Mundharmonika
- 1934: Abenteuer im Südexpreß
- 1934: Musik im Blut (auch Drehbuch)
- 1935: Regine (auch Drehbuch)
- 1935: Mein Leben für Maria Isabell
- 1935: Liebesleute (auch Produktion, zusammen mit Hermann Grund)
- 1936: Eskapade (auch Produktion, zusammen mit Hermann Grund)
- 1936: Onkel Bräsig (auch Produktion)
- 1937: Die göttliche Jette (auch Produktion)
- 1937: Streit um den Knaben Jo (auch Produktion)
- 1937: Gewitterflug zu Claudia
- 1937: Meine Freundin Barbara (nicht Regie, nur Produktion)
- 1938: Anna Favetti (auch Produktion)
- 1938: Frauen für Golden Hill (auch Produktion)
- 1939: War es der im 3. Stock? (nicht Regie, nur Produktion)
- 1939: Fräulein
- 1939: Kennwort Machin
- 1940: Die Rothschilds
- 1940: Die unvollkommene Liebe
- 1940: Zwischen Hamburg und Haiti
- 1941/43: Nacht ohne Abschied
- 1943: Die beiden Schwestern
- 1944: Die Affäre Roedern
- 1944/48: Eine reizende Familie
- 1952: Drei Tage Angst (auch Produktion)
- 1953: Hab’ Sonne im Herzen
- 1953: Christina (nicht Regie, aber „Künstlerische Oberleitung“ und Produktion)
- 1958: Jenny (nicht Regie, aber Co-Drehbuch, mit Hanns H. Fischer, Carlotta Textor und Willy van Hemert)